# NGC 5895
NGC 5895 ist eine 14,3 mag helle Spiralgalaxie vom Hubble-Typ Sc im Sternbild Bärenhüter am Nordsternhimmel. Sie ist schätzungsweise 245 Millionen Lichtjahre von der Milchstraße entfernt und hat einen Durchmesser von etwa 65.000 Lj. Wahrscheinlich ist sie gravitativ an NGC 5893 gebunden. Beide bilden sie mit NGC 5896 das optische Galaxientrio HOLM 701.
Das Objekt wurde am  23. Mai 1854 von R. J. Mitchell, einem Assistenten von William Parsons, entdeckt.